# Плесовська Олена Миколаївна
Олена Миколаївна Плесо́вська (нар. 19 грудня 1959, Київ) — українська художниця; член Національної спілки художників України з 1999 року. Дочка Олександри Плесовської, дружина Олексія Малинки, мати Петра та Ксенії Малинок.

## Біографія
Народилася 19 грудня 1959 року в місті Києві (нині Україна). 1986 року закінчила Київський художній інститут, де навчалася у Миколи Попова, Валентина Сергєєва, Андрія Чебикіна, Миколи Компанця.
Мешкає в Києві в будинку на вулиці Дашавській, № 27.

## Творчість
Працює в галузях скульптури, графіки, монументального мистецтва. Серед робіт (у співавторстві з чоловіком):
- розпис та іконостас імператорської церкви сім'ї Миколи II у Лівадії (1995—1997);
- розпис вівтаря та іконостас Вознесенської церкви у селі Семиполках (1997—2001);
- іконостас Троїцької церкви у Броварах (1999);
- низка богородичних ікон церкви Іоанна Златоуста у Ялті (2000—2001);
- монументальний розпис храму святого Луки в Києві (2019);
- іконостас та серія ікон у Михайлівській церкві села Шевченкового Броварського району Київської області (2015—2022).

Авторка серії дитячих діафільмів, ліногравюр, ілюстрацій до підручників.
Учасниця міських, всеукраїнських, всесоюзних мистецьких виставок з 1985 року. 2017 року в київській галереї «83» пройшла родинна виставка «Під одним дахом», на якій були представлені твори трьох поколінь художників: Олександри Плесовської, Олени Плесовської і Олексія Малинки та Петра Малинки.